# Trithemis arteriosa
Espèce
Statut de conservation UICN

 LC  : Préoccupation mineure
Trithemis arteriosa, le Trithémis écarlate, est une espèce de libellules de la famille des Libellulidae, du genre Trithemis.

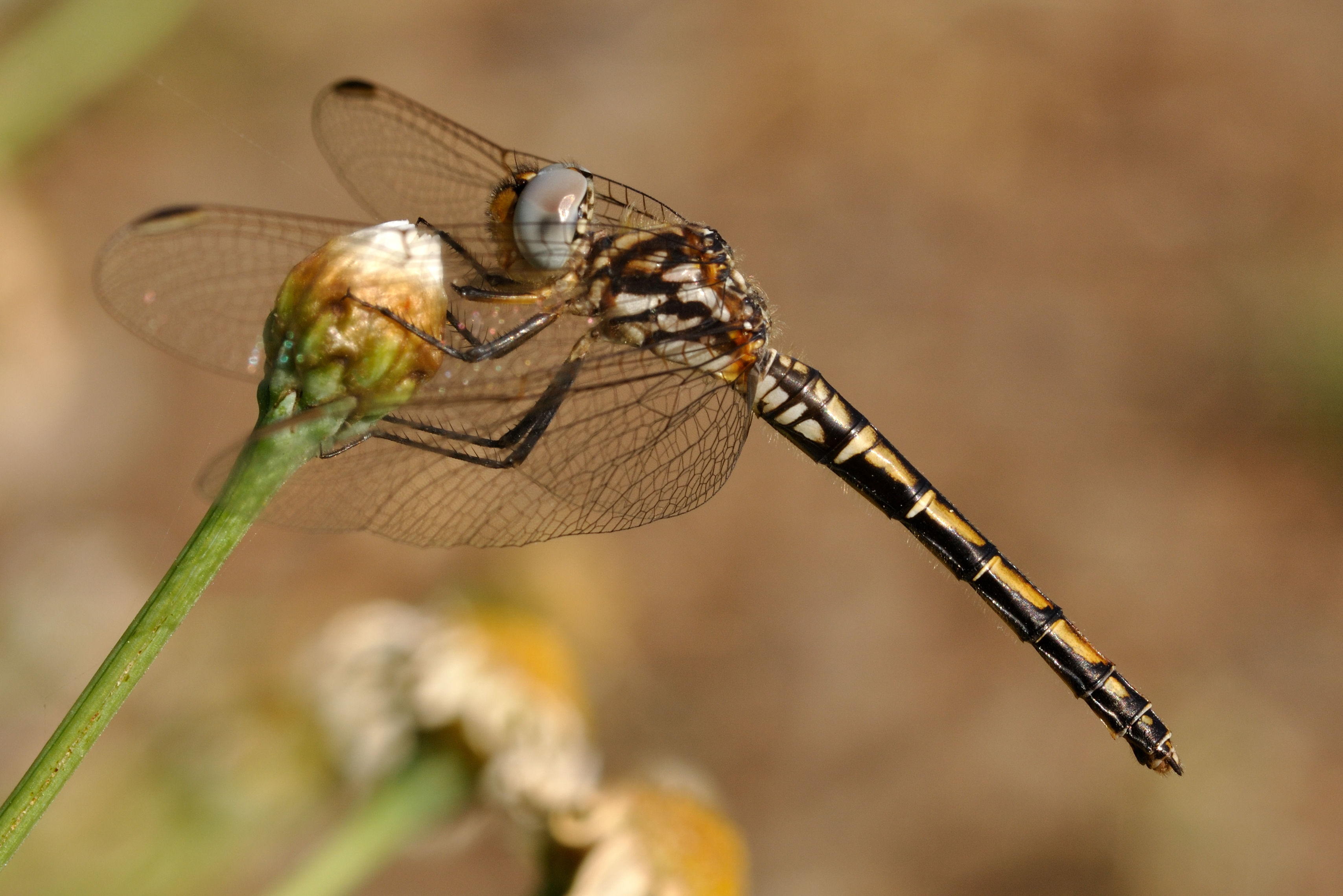
Trithemis arteriosa - femelle

## Répartition
C'est une espèce principalement africaine qui vit dans les pays suivants :  Algérie, Angola, Bénin, Botswana, Burkina Faso, Cameroun, République centrafricaine, Tchad, Comores, Côte d'Ivoire, Égypte, Guinée équatoriale, Éthiopie, Gabon, Gambie, Ghana, Guinée, Kenya, Libéria, Libye, Madagascar, Malawi, Mali, Mauritanie, Maroc, Mozambique, Namibie, Niger, Nigéria, Sierra Leone, Somalie, Afrique du Sud, Soudan, Tanzanie, Togo,  Tunisie, Ouganda, Zambie, Zimbabwe et peut-être au Burundi.
Cette espèce est présente à Mayotte.

## Habitat
Zones humides de la zone subtropicale à tropicale, sur les fleuves rivers, fleuves intermittents, eaux douces, lacs, lacs intermittents, marais non salés, éventuellement intermittents;

## Source
- Clausnitzer, V. 2005.  Trithemis arteriosa. 2006 IUCN Red List of Threatened Species. Consulté le 10 août 2007.